# Eleições autárquicas de 2009 em Setúbal
As eleições autárquicas de 2009 serviram para eleger os membros dos diferentes órgãos do poder local no Concelho de Setúbal.
A Coligação Democrática Unitária voltou a vencer as eleições ao conseguir 38,8% dos votos e conquistar a maioria dos vereadores ao eleger 5, e assim conseguir mantendo uma câmara conquistada em 2001.
A grande alteração destas eleições foi na oposição, onde o Partido Socialista tornou-se o segundo maior partido ao conseguir 29,8% dos votos, enquanto o Partido Social-Democrata teve um resultado desastroso ao perder mais de 10% dos votos em relação a 2005 e a ficar-se pelos 14,5% dos votos.

## Resultados Oficiais
Os resultados para os diferentes órgãos do poder local no Concelho de Setúbal foram os seguintes:

### Câmara Municipal
| Partido                 | Partido                        | Votos   | %               | +/-   | Vereadores | +/-     |
| ----------------------- | ------------------------------ | ------- | --------------- | ----- | ---------- | ------- |
|                         | Coligação Democrática Unitária | 18 558  | 38,83 / 100,00  | 1,56  | 5 / 9      | 1       |
|                         | Partido Socialista             | 14 248  | 29,81 / 100,00  | 8,61  | 3 / 9      | 1       |
|                         | Partido Social Democrata       | 6 919   | 14,48 / 100,00  | 10,95 | 1 / 9      | 2       |
|                         | Bloco de Esquerda              | 2 911   | 6,09 / 100,00   | 0,93  | 0 / 9      | Estável |
|                         | CDS – Partido Popular          | 2 779   | 5,81 / 100,00   | 4,31  | 0 / 9      | Estável |
|                         | PCTP/MRPP                      | 677     | 1,42 / 100,00   | 0,59  | 0 / 9      | Estável |
|                         | Partido da Terra               | 354     | 0,74 / 100,00   | -     | 0 / 9      | -       |
| Votos Inválidos         | Votos Inválidos                | 1 353   | 2,83 / 100,00   | 1,49  |            |         |
| Total                   | Total                          | 47 799  | 100,00 / 100,00 |       | 9 / 9      |         |
| Eleitorado/Participação | Eleitorado/Participação        | 100 371 | 47,62 / 100,00  | 1,46  |            |         |

### Assembleia Municipal
| Partido                 | Partido                        | Votos   | %               | +/-  | Deputados | +/-     |
| ----------------------- | ------------------------------ | ------- | --------------- | ---- | --------- | ------- |
|                         | Coligação Democrática Unitária | 18 558  | 36,43 / 100,00  | 1,94 | 11 / 27   | Estável |
|                         | Partido Socialista             | 13 914  | 29,11 / 100,00  | 5,47 | 8 / 27    | 1       |
|                         | Partido Social Democrata       | 7 487   | 15,66 / 100,00  | 8,76 | 4 / 27    | 3       |
|                         | Bloco de Esquerda              | 3 792   | 7,93 / 100,00   | 0,79 | 2 / 27    | Estável |
|                         | CDS – Partido Popular          | 3 380   | 7,07 / 100,00   | 5,24 | 2 / 27    | 2       |
|                         | Partido da Terra               | 397     | 0,83 / 100,00   | -    | 0 / 27    | -       |
| Votos Inválidos         | Votos Inválidos                | 1 413   | 2,95 / 100,00   | 1,65 |           |         |
| Total                   | Total                          | 47 795  | 100,00 / 100,00 |      | 27 / 27   |         |
| Eleitorado/Participação | Eleitorado/Participação        | 100 371 | 47,62 / 100,00  | 1,44 |           |         |

### Juntas de Freguesia
| Partido                 | Partido                        | Votos   | %               | +/-  | Presidentes | +/-     | Mandatos  | +/-     |
| ----------------------- | ------------------------------ | ------- | --------------- | ---- | ----------- | ------- | --------- | ------- |
|                         | Coligação Democrática Unitária | 17 489  | 36,58 / 100,00  | 3,16 | 5 / 8       | 2       | 45 / 100  | 3       |
|                         | Partido Socialista             | 13 574  | 28,39 / 100,00  | 4,17 | 2 / 8       | 2       | 29 / 100  | 6       |
|                         | Partido Social Democrata       | 6 967   | 14,57 / 100,00  | 8,52 | 0 / 8       | 1       | 13 / 100  | 9       |
|                         | CDS – Partido Popular          | 3 218   | 6,73 / 100,00   | 4,73 | 0 / 8       | Estável | 4 / 100   | 4       |
|                         | Bloco de Esquerda              | 3 176   | 6,64 / 100,00   | 0,32 | 0 / 8       | Estável | 3 / 100   | Estável |
|                         | Grupo de Cidadãos              | 1 743   | 3,65 / 100,00   | -    | 1 / 8       | -       | 6 / 100   | -       |
|                         | Partido da Terra               | 156     | 0,33 / 100,00   | -    | 0 / 8       | -       | 0 / 100   | -       |
| Votos Inválidos         | Votos Inválidos                | 1 491   | 3,12 / 100,00   | 1,51 |             |         |           |         |
| Total                   | Total                          | 47 814  | 100,00 / 100,00 |      | 8 / 8       |         | 100 / 100 | 2       |
| Eleitorado/Participação | Eleitorado/Participação        | 100 371 | 47,64 / 100,00  | 1,43 |             |         |           |         |

## Resultados por Freguesia

### Câmara Municipal
| Freguesia                            | %     | %     | %     | %    | %    | %    | %    | Votantes |
| Freguesia                            | CDU   | PS    | PSD   | BE   | CDS  | PCTP | MPT  | Votantes |
| ------------------------------------ | ----- | ----- | ----- | ---- | ---- | ---- | ---- | -------- |
| Gâmbia - Pontes - Alto da Guerra     | 58,00 | 20,93 | 7,64  | 3,44 | 2,87 | 3,58 | 0,67 | 2 093    |
| Sado                                 | 53,79 | 28,40 | 6,70  | 3,97 | 2,24 | 2,24 | 0,40 | 2 718    |
| São Lourenço                         | 33,40 | 26,64 | 16,48 | 7,64 | 8,77 | 1,66 | 1,55 | 4 332    |
| São Simão                            | 39,09 | 25,30 | 18,51 | 5,62 | 6,25 | 1,48 | 0,70 | 2 561    |
| Setúbal - Nossa Senhora da Anunciada | 39,22 | 30,10 | 14,49 | 5,30 | 6,21 | 1,61 | 0,55 | 6 598    |
| Setúbal - Santa Maria da Graça       | 31,99 | 31,67 | 18,23 | 5,90 | 6,46 | 1,77 | 1,45 | 3 439    |
| Setúbal - São Julião                 | 29,69 | 29,69 | 22,16 | 6,03 | 7,31 | 0,99 | 0,58 | 7 581    |
| Setúbal - São Sebastião              | 40,56 | 31,99 | 11,51 | 6,81 | 4,98 | 1,02 | 0,62 | 18 477   |
| Setúbal                              | 38,83 | 29,81 | 14,48 | 6,09 | 5,81 | 1,42 | 0,74 | 47 799   |

### Assembleia Municipal
| Freguesia                            | %     | %     | %     | %    | %    | %    | Votantes |
| Freguesia                            | CDU   | PS    | PSD   | BE   | CDS  | MPT  | Votantes |
| ------------------------------------ | ----- | ----- | ----- | ---- | ---- | ---- | -------- |
| Gâmbia - Pontes - Alto da Guerra     | 58,77 | 20,97 | 8,41  | 4,06 | 4,16 | 0,76 | 2 093    |
| Sado                                 | 54,71 | 27,52 | 6,81  | 5,22 | 2,98 | 0,29 | 2 718    |
| São Lourenço                         | 31,42 | 26,52 | 17,75 | 8,82 | 9,90 | 1,67 | 4 322    |
| São Simão                            | 37,88 | 24,28 | 19,29 | 7,30 | 6,99 | 0,78 | 2 561    |
| Setúbal - Nossa Senhora da Anunciada | 37,25 | 28,98 | 15,50 | 7,41 | 7,55 | 0,68 | 6 598    |
| Setúbal - Santa Maria da Graça       | 29,66 | 30,94 | 19,60 | 8,93 | 7,39 | 0,96 | 3 439    |
| Setúbal - São Julião                 | 25,13 | 28,14 | 24,98 | 7,92 | 9,46 | 0,67 | 7 590    |
| Setúbal - São Sebastião              | 37,79 | 31,62 | 12,30 | 8,66 | 6,14 | 0,82 | 18 474   |
| Setúbal                              | 36,43 | 29,11 | 15,66 | 7,93 | 7,07 | 0,83 | 47 795   |

### Juntas de Freguesia
| Freguesia                            | 2005-2009 | 2005-2009                      | 2005-2009      | 2009-2013 | 2009-2013                      | 2009-2013      |
| ------------------------------------ | --------- | ------------------------------ | -------------- | --------- | ------------------------------ | -------------- |
| Gâmbia - Pontes - Alto da Guerra     |           | Coligação Democrática Unitária | 69,05 / 100,00 |           | Coligação Democrática Unitária | 69,18 / 100,00 |
| Sado                                 |           | Coligação Democrática Unitária | 69,99 / 100,00 |           | Coligação Democrática Unitária | 55,26 / 100,00 |
| São Lourenço                         |           | Coligação Democrática Unitária | 34,11 / 100,00 |           | Grupo de Cidadãos              | 40,24 / 100,00 |
| São Simão                            |           | Coligação Democrática Unitária | 48,57 / 100,00 |           | Coligação Democrática Unitária | 43,19 / 100,00 |
| Setúbal - Nossa Senhora da Anunciada |           | Coligação Democrática Unitária | 39,27 / 100,00 |           | Coligação Democrática Unitária | 40,54 / 100,00 |
| Setúbal - Santa Maria da Graça       |           | Coligação Democrática Unitária | 31,62 / 100,00 |           | Partido Socialista             | 32,33 / 100,00 |
| Setúbal - São Julião                 |           | Partido Social Democrata       | 37,50 / 100,00 |           | Partido Socialista             | 29,47 / 100,00 |
| Setúbal - São Sebastião              |           | Coligação Democrática Unitária | 40,54 / 100,00 |           | Coligação Democrática Unitária | 37,44 / 100,00 |